# Biuret
Biuretul (denumit și carbamiluree sau allofanamidă; IUPAC: diamida 2-imidodicarbonică) este un compus organic cu formula chimică [H2NC(O)]2NH. Este un solid alb, solubil în apă caldă. Termenul de biuret se poate referi și la un compus organic ce conține o grupă funcțională -(HN-CO-)2N-; de exemplu, dimetilbiuretul are formula [Me(H)NC(O)]2NH.

## Istoric
Biuretul a fost preparat și studiat pentru prima oară de către Gustav Heinrich Wiedemann (1826 - 1899) în cadrul lucrării sale de doctorat, care a fost publicată în anul 1847. Descoperirile sale au fost raportate în câteva articole.

## Obținere
Biuretul poate fi obținut în urma încălzirii ureei la temperatura de 150°C, urmată de recristalizare în apă, dintr-o soluție de hidroxid de sodiu 2%, urmată de încă o recristalizare din apă. Prin încălzire, are loc degajarea unei cantități crescute de amoniac:
{\displaystyle {\ce {2 CO(NH2)2 -> H2N-CO-NH-CO-NH2 + NH3}}}
În condiții similare, reacția de piroliză a ureei duce la formarea de triuret ((H2N-CO-NH)2CO).

## Proprietăți
Este implicat în reacția biuretului, pentru identificarea peptidelor (cu excepția dipeptidelor) și proteinelor.